# Берёзкин, Николай Фёдорович
Николай Фёдорович Берёзкин (1898 — 07.01.1958) — доктор медицинских наук, профессор, член-корреспондент АН Таджикской ССР.

## Биография
Отец, Фёдор Николаевич, был организатором I съезда Российских хирургов, брат Фёдор Фёдорович, генерал-майор медицинской службы, работал главным хирургом Центрального военного госпиталя им. Бурденко.
Окончил Первый Московский государственный университет, медицинский факультет (1921).
1921—1923 — зав. хирургическим отделением Кологривской уездной больницы.
С 1923 — зав. хирургическим отделением больницы Ковровского текстильного треста.
С 1933 г. работал в Басманной больнице в Москве.
В 1945—1956 — зав. кафедрой госпитальной хирургии Сталинабадского государственного медицинского института им. Абуали ибн Сино. В 1956—1958 — первый зав. кафедрой госпитальной хирургии Калининского медицинского института.
Основное направление научной деятельности: торакальная хирургия.
Доктор медицинских наук (1941), профессор, член-корреспондент АН Таджикской ССР (1951).
Заслуженный деятель науки Таджикской ССР (1951).